# Howard Collins
Howard Martyn Collins, född 15 juli 1949, är en walesisk (uppväxt i Mountain Ash utanför Cardiff) kampsportare som började träna kyokushinkai karate vid femton års ålder. Sex år senare flyttade han till Japan för att träna direkt under stilens grundare Sosai Masutatsu Oyama. Han lyckades få graden tredje dan på bara två år. Han var den första att klara av hundramannafighten på en och samma dag. När han återvände till Wales 1972 startade han en egen dojo. Samma år kom han tvåa i Kyokushin All Japan Tournament, något som är väldigt unikt för en icke-japan. 1975 värvades han till Göteborgs Karate Kai av shihan Attila Mészáros och har tränat där sedan dess. Fyra år senare avslutade han sin fightingkarriär med en femteplats i VM. Under VM i Japan omkring månadsskiftet oktober/november 2015 erhöll han graden 8:e dan, en grad som få fått bära. Collins är en av de största gestalterna inom kyokushinkai.

## Böcker
Shihan Collins har publicerat fyra böcker, “The Kyokushin Knockdown book” 1972 , “The Absolute Karate” 1995, "The Shodan" 2003 och "The Gateway" 2004. Han har dessutom producerat två filmer “The Five Pinans of Kyokushin” och “Kyokushin Kumite”.

## Privatliv
Gift med Theresa Galistan Collins (4 Dan i kokushinkai )